# فسيفساء فيرجيل
فسيفساء فيرجيل هي فسيفساء وجدت في موقع حضرموت القديمة وهي محفوظة حاليًا في متحف باردو الوطني في تونس حيث تشكل إحدى قطعها الرئيسية. تعتبر الفسيفساء اقدم رسم للشاعر اللاتيني فيرجيل.

## التاريخ
اكتشفت الفسيفساء  عام 1896 في حديقة بسوسة وتشكل قسم من فسيفساء أكبر حجما.

## الوصف
هي مدرجة في إطار جانبي طوله 1.22 متر.

### الشخصية المركزية

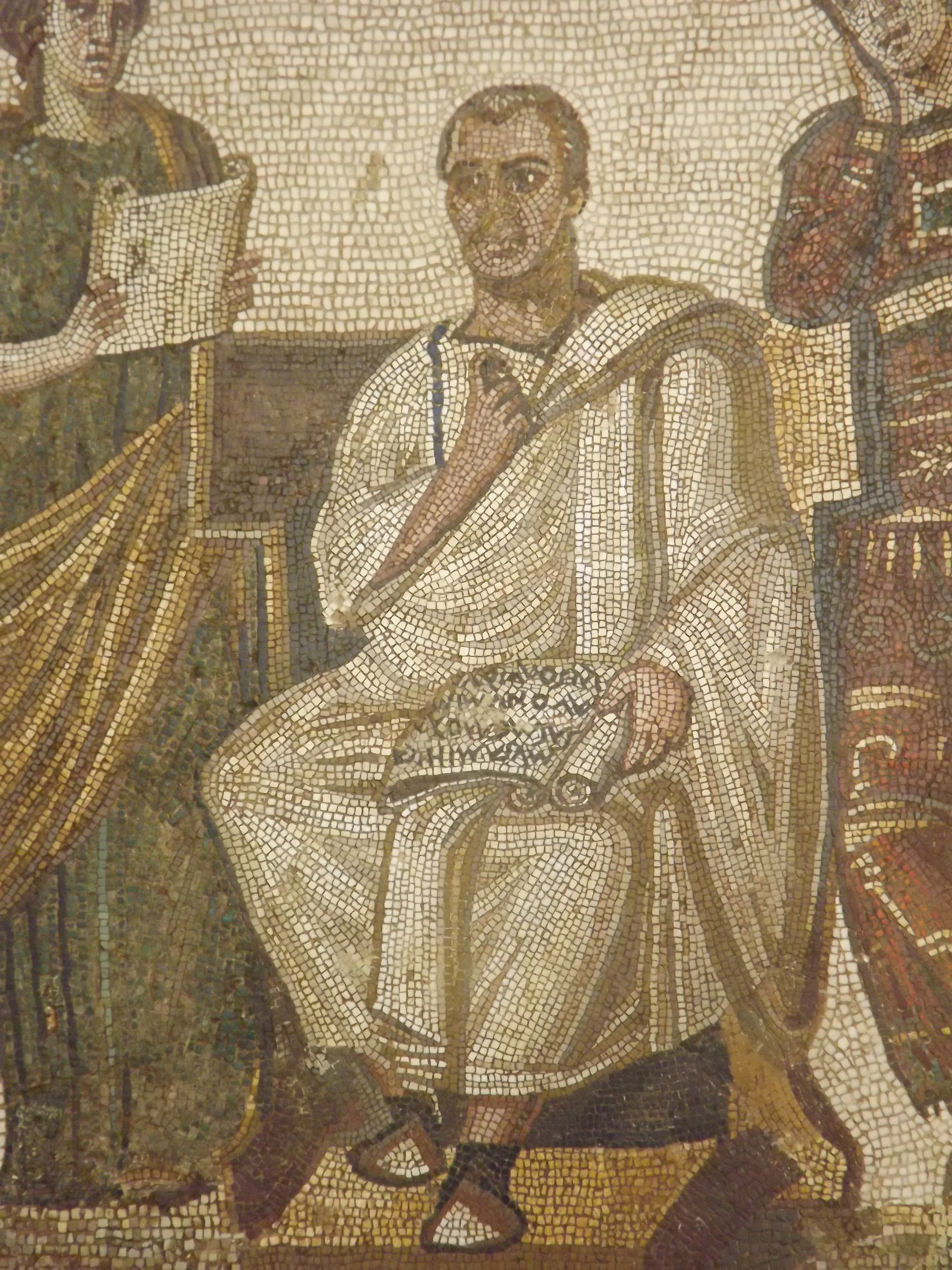
تفاصيل الشخصية المركزية التي تم تحديدها على أنها فيرجيل

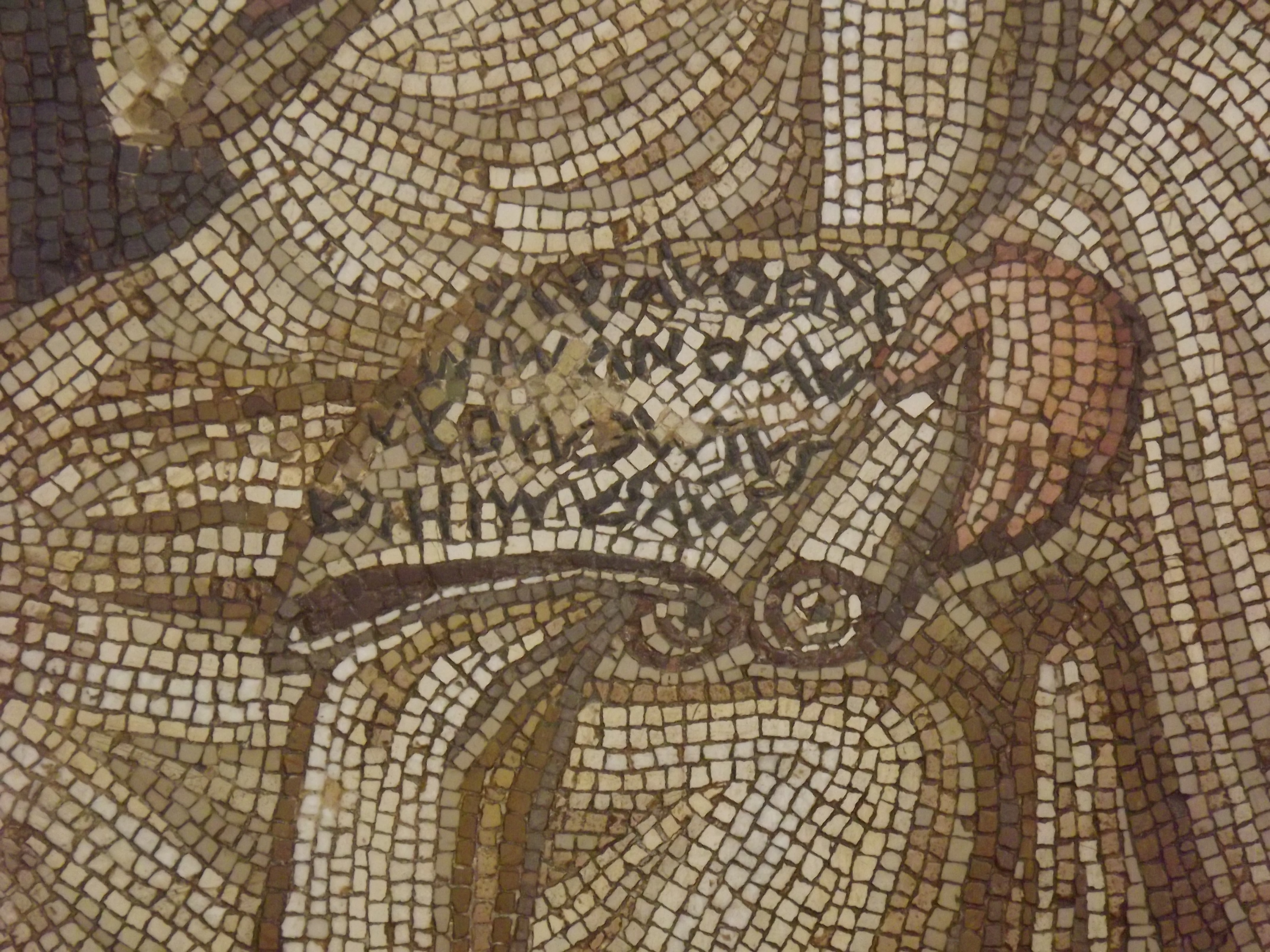
تفاصيل المخطوطة التي يحملها فيرجيل

الشخصية المركزية للفسيفساء مثل الشاعر الروماني فيرجيل مرتديًا توجة بيضاء مزينة بالتطريز.
يمسك الشاعر بيده الموضوعة على ركبتيه لفافة من المخطوطات مكتوبة عليها مقتطفات من الإنيدية.

### إلهات الإلهام
فيرجيل محاط من كليو وميلبوميني. كليو هي إلهة الوحي المختصة بالتاريخ، تقف على يسار الشاعر وتظهر وهي تقرأ. أما ميلبوميني، إلهة وحي التراجيديا، فهي تحمل قناع.

## تفسير
العمل هو أقدم تمثيل معروف للشاعرفيرجيل حتى الآن. وقد اجتهد البعض الفسيفساء، بحسب محمد يعقوب، أن الفسيفساء تمثل صاحب دار وهو يقرأ كتابا للشاعر.

### استشهادات
1. ↑  A. 226
2. ↑  Hédi Slim, Ammar Mahjoubi et Khaled Belkhodja, Histoire générale de la Tunisie, tome I " L'Antiquité ", éd.
3. ↑  Mohamed Yacoub, Le Musée du Bardo : départements antiques, éd. Agence nationale du patrimoine, Tunis, 1993, pp. 153–154

### منشورات
- منشورات عائشة بن عبد بن خضر، متحف باردو، éd. سيريس، تونس، 1992
- محمد يعقوب، متحف باردو : départements antiques، éd. الوكالة الوطنية للتراث، تونس، 1993
- محمد يعقوب، روائع المساجد التونسية، éd. الوكالة الوطنية للتراث، تونس، 1995(ردمك 9973917235)

## روابط خارجية
- بول جاكلر، « مساجد الديكور بسوسة »، CRAI، المجلد. 40، عدد 6، 1896، ص 578-582
- جان مارتن، « Le Portrait de Virgile et les sept premiers vers de l'Enéide (pl. الثالث عشر والتاسع عشر) »، Mélanges d'archéologie et d'histoire، vol. 32، عدد 32، 1912، ص 385-395
- جيرار مينود، « Desigts pour le dire. Le Comput digital et ses symboles dans l'iconographie romaine »، Histoire de la mesure، vol. 21، عدد 1، 2006
- M. Nowicka et Z. Kiss، « أوتور دو بورتريه دي فيرجيل بسوسة »، Studia i Prace، vol. 15، 1990، ص 303-307 نسخة محفوظة 20 أغسطس 2016 على موقع واي باك مشين.